# Perchlorate
L'anion perchlorate ClO4−, ou tétraoxochlorate, est principalement présent dans des sels (perchlorates), notamment dans le perchlorate d'ammonium, de potassium, de magnésium, ou de sodium, disponibles sous diverses formes, essentiellement depuis les années 1940. 
Le perchlorate d'ammonium NH4ClO4 est très utilisé comme oxydant dans les munitions d'armes à feu, comme propulseur solide de missiles et de roquettes. On le trouve aussi dans les feux d’artifice ou encore pour produire le gaz qui doit gonfler instantanément les airbags des voitures en cas d'accident. Ils sont aussi utilisés pour le traitement des cuirs (tannage et finition).
Les perchlorates, en tant que propulsifs (propergol composite à perchlorate d'ammonium ou de potassium principalement) solides stables et sûrs, sont devenus dans les années 1950 un produit stratégique pour les militaires et la conquête de l'espace. Les boosters de la fusée Ariane utilisent par exemple du perchlorate d'ammonium coulé en Guyane dans les propulseurs vides.
Naturellement très rares dans les minéraux, les perchlorates sont fabriqués à partir de chlorate de sodium. Leurs propriétés physiques et chimiques ont été très étudiées, dès le début du XXe siècle par les chimistes pour les producteurs de propulseurs, poudres et explosifs et sont pour cette raison assez bien connues au moins depuis le milieu du XXe siècle. Les perchlorates ont été étudiés et utilisés comme médicament[Lesquels ?], bien avant qu'on ne s'intéresse à leurs effets environnementaux et aux moyens d'épurer les eaux contaminées.
L'ion perchlorate est goitrogène et toxique. Sa toxicité s'exerce notamment via la glande thyroïde, en tant que perturbateur endocrinien de l'axe hypothalamo-hypophyso-thyroïdien chez l'animal et chez l'Homme (mais pas à faible dose chez l'adulte en bonne santé selon une étude de Braverman et al. (2004)). On sait depuis les années 1950 que l'inhibition compétitive de l'absorption d'iodures par les cotransporteurs sodium/iode (NIS) dans la thyroïde par le perchlorate semble être le facteur-clé expliquant les séquelles neurologiques et néoplasiques potentielles,,,. À forte dose, l'inhibition de l'absorption d'iodure conduit à des baisses ultérieures de T4 et T3, pouvant elles-mêmes causer des déficits neurologiques irrécupérables.
Leur usage s'est banalisé, au point qu'ils sont devenus un problème environnemental important dans plusieurs régions du monde. Détectés en 1997 dans plusieurs réserves d’eau dans l’ouest des États-Unis ils ont provoqué une crise locale de l’eau potable. Ils font maintenant partie des polluants et contaminants émergents, de plus en plus souvent trouvé dans les eaux, sols, plantes produits alimentaires et dans le lait maternel aux États-Unis et dans le monde. Ceci pose des défis importants sur le plan de la remédiation et peut-être phytoremédiation.

Les ions perchlorate persistent dans l'environnement (nappes d'eau souterraines et eaux de surface) durant des décennies. Ils peuvent affecter la santé, même à faible dose. Ils inhibent la production des hormones thyroïdiennes (régulation du métabolisme et de la croissance) et font partie des moyens de traitement de l’hyperthyroïdie (sous forme de perchlorate de potassium).

## Sources naturelles et artificielles

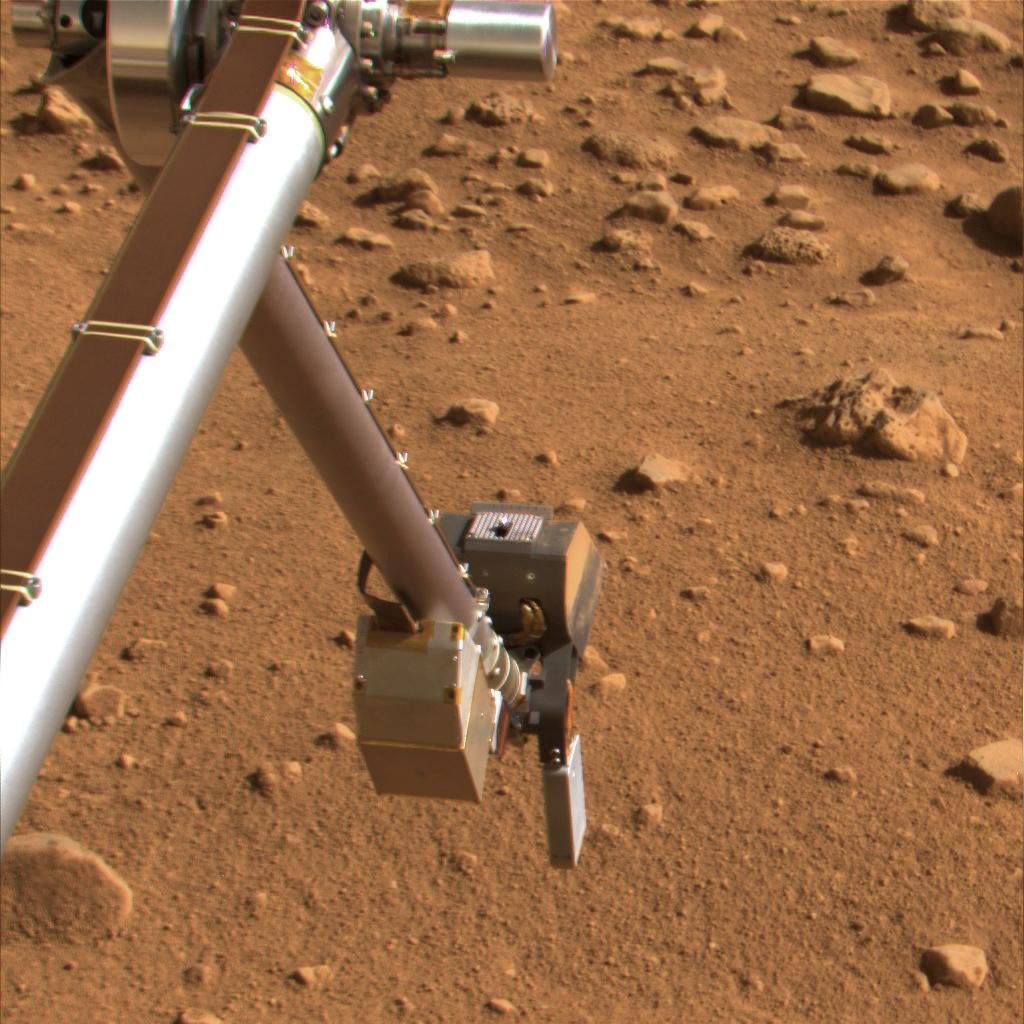
Les premières analyses in-situ par la sonde Phoenix montrent la présence de perchlorate dans le sol superficiel de la planète Mars (photo/Nasa : 15 juillet 2008)

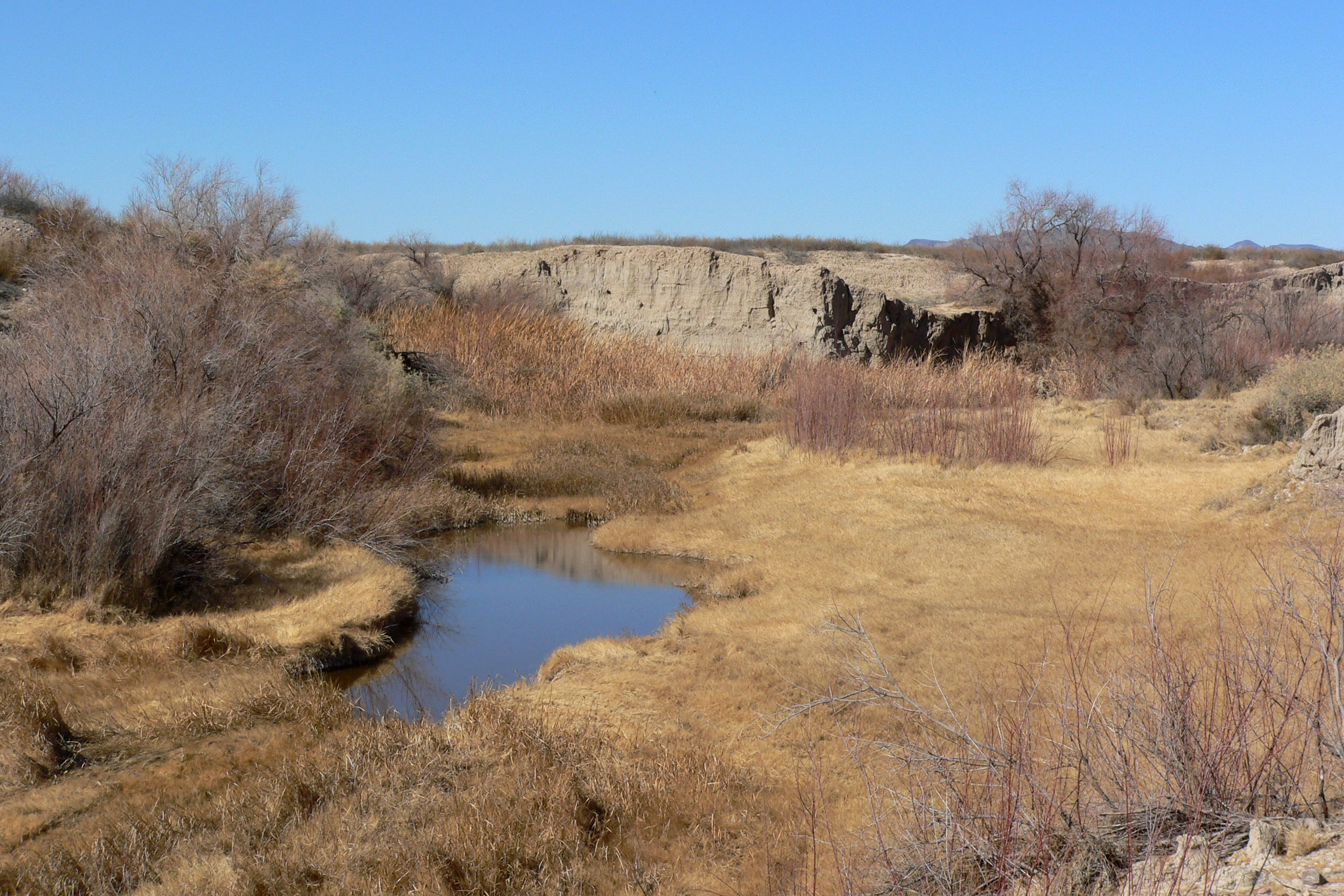
La vallée de l'Amargosa River, près de la vallée de la Mort est l'un des rares endroits où l'on trouve, souvent associé à des nitrates, des quantités significatives de perchlorates "naturels" (dans des argiles formées à partir de caliche, l'une des formes de carbonate de calcium).

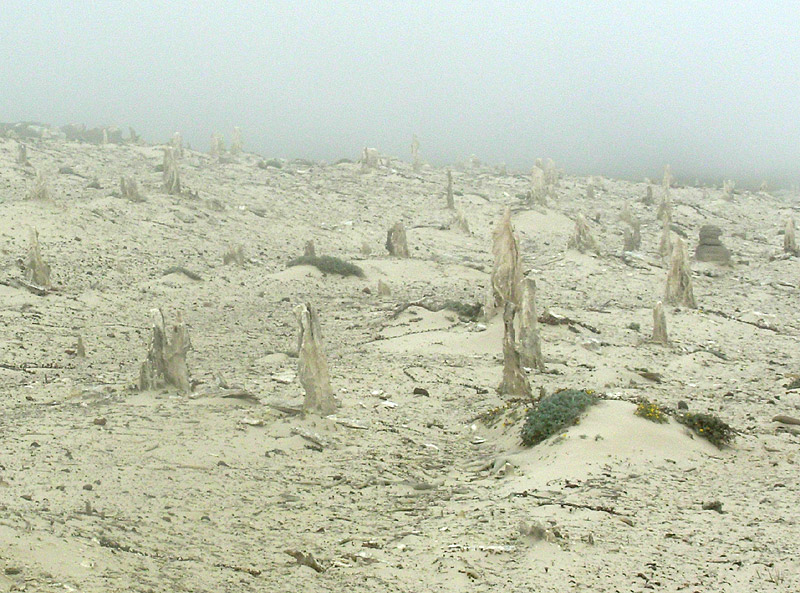
Dans quelques endroits au monde, hyper arides, on trouve une roche sédimentaire, dite Caliche qui est un « dépôt paléochimique » (Miocène, Pliocène, et Pléistocène).
Ici : "Forêt de Caliche" sur l'île San Miguel (Californie), naturellement riche en ions perchlorate. Au Chili, on s'en sert pour produire des engrais, qui deviennent une source supplémentaire de contamination environnementale par les perchlorates, mais ailleurs dans le monde, les engrais en contiennent très rarement.

La mission Phoenix de la Nasa a détecté en 2008 des perchlorates sur Mars. Ceci est confirmé en 2015 avec l'annonce par la NASA de la découverte d'eau liquide sur Mars, mais dans la géosphère terrestre, on en avait déjà découvert près de la vallée de la Mort (dans les dépôts de l'Amargosa River valley et dans le désert d'Atacama (désert le plus aride de la planète), où ils sont des composants mineurs d'évaporites formés en zones hyperarides, et où leur origine a d'ailleurs été longtemps sujette à spéculation,,. Des analyses isotopiques ont montré que l'oxydation du chlore volatil par l'ozone (O3), et la formation de HClO4 à partir du chlore atmosphérique en sont la source. Néanmoins, cette réaction chimique traduisant l’existence d'un « puits de chlore atmosphérique » semble rare et très localisée dans la nature. De plus ce « puits » n'est pas nécessairement stable, car des micro-organismes extrémophiles peuvent utiliser le perchlorate comme source d'eau et d'énergie. On a en effet découvert à environ deux à trois mètres sous la surface de l'Atacama, dans une zone abritée du soleil, plus fraiche et relativement anoxique, des colonies et biofilms de micro-organismes survivant dans un milieu hypersalin, milieu qui est en surface très hostile à la vie. L'anhydrite et les perchlorates hygroscopiques contenus dans la halite (sel gemme) pourraient représenter une certaine source d'eau pour les micro-organismes halorésistants.
Les perchlorates sont présents dans des minéraux riches en nitrates comme les caliches. Ces minéraux sont exploités en grande quantité au Chili comme engrais azotés. Ils représentent une source de contamination environnementale via l'eau de ruissellement,. Les perchlorates sont également explosifs.
Leurs signatures isotopiques distinctes permettent de différencier les perchlorates naturels (engrais chiliens) des perchlorates artificiels.

## Informations générales
L'anion perchlorate ClO–
4 a une masse moléculaire de 99,45 u.m.a. et le chlore qu’il contient a un degré d’oxydation de VII. Le n° CAS du ClO–
4 est 14797-73-0.
C’est un oxydant cinétiquement non labile, ce qui en fait un « polluant non organique persistant ». En effet, la réduction de l'atome de chlore central de cette molécule en un ion chlorure simple ne peut se produire dans l'environnement ou dans un organisme que très lentement. La sorption n’atténue pas non plus ses impacts sanitaires ou environnementaux, car il s’adsorbe difficilement dans la plupart des sols et substrats. Enfin, sa réduction chimique naturelle dans l'environnement ne semble pas être significative.
Il est très soluble dans l'eau, quel que soit le pH de celle-ci, par exemple selon la réaction :
NH4ClO4(s) {\displaystyle {\xrightarrow {\mathrm {H_{2}O} }}} NH+
4(aq) + ClO–
4(aq).
L'ion ammonium est probablement généralement biodégradé et le cation trouvé dans l'environnement sera alors le sodium Na+ ou éventuellement l'hydrogène H+, notamment pour des contaminations inférieures à 100 ppb. Mais sur des sites très pollués, des ions perchlorate pourraient conserver une petite fraction de l'ion ammonium ; sur des sites pollués depuis plusieurs décennies, de faibles quantités d'ion ammonium sont trouvées, sans qu'on ait encore (en 2001) mesuré quels cations, et en quelle quantité, jouaient le rôle d'équilibre de charge dans l'eau.

## État lacunaire des connaissances
Les perchlorates en tant que produits stratégiques militaires, relèvent en partie de la Défense nationale et de l'industrie de l'armement.
Selon l'EPA, en 2002 (après une seconde revue des données disponibles), l'évaluation environnementale et sanitaire de produit reste empreinte d'incertitudes et de lacunes qui, n'ayant pu être comblées, ont jusqu'à ce jour justifié l'inaction législative des États, face à des enjeux industriels, militaires et économiques considérables.

Au début du XXIe siècle, ces incertitudes portent sur :
- le degré de contamination de l’environnement et du réseau trophique (chaines alimentaires), notamment en milieu aquatique, pour les animaux piscivores et ceux qui s'alimentant au sol et dans la litière (oiseaux, herbivores ou invertébrés mangeant dans la litière)[2] ;
- la validité des bases de données qualitatives, dont concernant la thyroïde (pas de nomenclature commune et cohérente ni système de notation histopathologique pour décrire finement les lésions du système thyroïdien). De même pour les données toxicologiques nécessaire à l'évaluer des impacts sanitaires pour les faibles doses, notamment pour l'embryon, le fœtus ou le jeune individu ;
- le manque de donnée sur la relation « dose-réponse » chez l'Homme (et son fœtus, embryon, enfant, personne âgée) ou en situation de grossesse ou d'allaitement ;
- manque de données sur la capacité des stations d'épuration et des stations de potabilisation à traiter efficacement ce polluant[2] ;
- le manque de compréhension de la sensibilité relative des tests sur animaux de laboratoire quant aux effets neurologiques, et des liens entre effets neurodéveloppementaux et neuropsychologiques observés ou potentiels chez l'Homme ;
- la méconnaissance de la cinétique environnementale et de la bioaccumulation via le plancton ou les algues et macrophytes qui n'avaient pas ou très peu été étudiés par les fabricants ou laboratoires publics[2]. Ex : on ignorait encore en 2002 les risques d'exposition via les installations de combustion ou devenir du perchlorate de eaux d'irrigation après évaporation et évapotranspiration (deux phénomènes pouvant contribuer à des phénomènes de concentration / salinisation / pollution des sols) ;
- la faiblesse des transferts technologiques permettant de protéger les citoyens et l'environnement[2] ;
- le manque d'étude publiées sur les effets à moyens ou long terme pour l'individu (animal ou humain) sain ou malade et pour sa descendance sur plusieurs générations (une seule étude, sur 2 générations, chez le rat avant 2001)[2]. 
La disponibilité récente de méthodes analytiques permettant des analyses fiables et précises[2] serait une des explications ; Plusieurs programmes portent sur ces points. Il y a peu de données sur les effets sur des individus ayant déjà des problèmes thyroïdiens. En particulier, en 2005, « aucune des études publiées n'a étudié la relation entre l'exposition au perchlorate et des affections présentes chez les groupes particulièrement vulnérables, telles que la progéniture de mères ayabnt eu un faible apport alimentaire d'iodure, ou des bébés de faible poids ou prématurés »[38].Les experts travaillant pour l'EPA ont jugé (en 2002) « extrêmement nécessaire » qu'on développe des études sur les facteurs de risques susceptibles d'exacerber la sensibilité des individus au perchlorate. Pour cela, le travail sur les modèles animaux utilisant des lignées dotées d'une insuffisance thyroïdienne avec déficit d'iodure chronique (« du berceau à la tombe » devrait être exploré[2] ;
- Certaines données toxicologique ne proviennent que de test faits avec du perchlorate de sodium, alors que c'est le perchlorate d'ammonium qui a été le plus largement déversé dans l'environnement et qu'on a montré que la nature du contre-ion du perchlorate peut modifier sa toxicité ;
- Les études faites sur le rat ne sont pas entièrement extrapolables à l'Humain ; si les effets sous forme d'inhibition de la fonction thyroïdienne sont similaires, le rat récupère cependant beaucoup plus vite après l'arrêt de l'exposition[39].

## Synthèse chimique
Industriellement, cet anion est exclusivement synthétisé selon l’oxydation électrochimique d'ions chlorates.
Toutefois, il existe d’autres méthodes de synthèse (moins économiques) telles que faire la décomposition thermique d’ions chlorate ou en oxydant chimiquement des ions chlorate.
- {\displaystyle {\ce {2Cl^- -> Cl2 + 2e^-}}}
- {\displaystyle {\ce {3Cl2 + 6OH^- -> 5Cl^- + ClO3^- + 3H2O}}}
- {\displaystyle {\ce {ClO3^- + 3H2O -> ClO4^- + 2H3O+ + 2e^-}}}

## Histoire
Son usage s'est fortement développé à partir du milieu des années 1940 pour les besoins militaires, en raison d'une sécurité d'usage améliorée face aux nitrates, à la nitroglycérine et nitrocellulose antérieurement utilisés, plus instables.

C'est un produit plus stable aux températures et pressions habituelles et face aux chocs et - après certains traitements - à l'humidité.

De plus il était produit aux États-Unis à très bas prix (moins d'un dollar par pound environ) quand toutes les alternatives étaient plus coûteuses ou moins disponibles.
Dans les années 1990, les États-Unis (EPA) ont classé le perchlorate comme contaminant nécessitant des recherches et données supplémentaires avant éventuelle prise de décisions réglementaires, puis il a été placé sur la liste des contaminants non réglementés mais à surveiller (UCMR) en mars 1999 en attendant une évaluation scientifique plus précise des impacts (dont écoépidémiologique, ce qui nécessite un certain temps). Depuis janvier 2001, les grands distributeurs d'eau doivent dans ce pays faire régulièrement analyser un échantillon jugé représentatif des petits réseaux publics de distribution d'eau potable.

## Usages
En tant qu'agent oxydant, il peut subir une large variété de réactions d'oxydoréduction intramoléculaire conduisant à la libération brutale ou explosive de produits gazeux, ce qui en fait selon l'EPA :
- un propergol idéal pour les boosters de poussée ; le perchlorate d'ammonium représente 69,7 % du propergol composite des propulseurs d'appoint de la navette spatiale, 65 à 75 % des moteurs de phase I du missile Minuteman III et 68 % de ceux des missiles Titan[42] ;
- une source de propulsion de plusieurs centaines de types de munitions de combat ou d'entrainement, d'explosifs sous-marin (dont mines, grenades sous-marines, torpille de combat ou d'exercice…) ;
- une source de gaz de gonflement quasi instantané (airbag) ;
- une source de propulsion de nombreux matériels pyrotechniques, dont feux d'artifice[40], sous forme d'ammonium (ammonium perchlorate ou AP), mais aussi sous forme de KP (Potassium perchlorate). Des perchlorates d'amonium, de baryum, de césium, de lithium, de potassium, de sodium et de strontium, peuvent ainsi être utilisés dans des dispositifs pyrotechniques, intégrés dans un gel[43], ou dans un polymère de type résine plastique (par exemple pour des dispositifs scintillants[44]) ou d'ailleurs comme activateur ou catalyseur de la réaction de polymérisation par exemple d'un polymère acrylique dans un dispositif pyrotechnique[45] ;
- pour ajuster la force ionique dans les bains électrolytiques[46].

Il est aussi utilisé :
- sous forme de perchlorate de tétraéthylammonium comme électrolyte de support pour les études polarographiques de solvants non aqueux ; alors fabriqué à partir de bromure de tétraéthylammonium et de perchlorate de sodium, le perchlorate de tétraéthylammonium étant récupéré comme précipité insoluble dans l'eau[47] ;
- dans les réacteurs nucléaires[2], sous forme de perchlorate de potassium ;
- dans les tubes électroniques[2] ;
- comme additif d'huiles lubrifiantes[2] ;
- pour le tannage et la finition du cuir[2] ;
- comme mordant pour les tissus et les colorants[48] ;
- en galvanoplastie[2] ;
- pour le traitement du minerai d'aluminium[2] ;
- pour la fabrication de caoutchouc[2] ;
- pour la production de peintures[2] ;
- dans certains émaux[2] ;
- dans certains engrais chimiques (un rapport de 1998[49] a attiré l'attention sur les engrais comme sources de perchlorate, pondéré par des études montrant que seuls certains engrais (chiliens) posaient problème[50] ;
- dans des batteries militaires (sous forme de perchlorate de magnésium)[51] ;
- pour des usages de laboratoires, en moins grande quantité. Il est utilisé par des laboratoires médicaux (diagnostic de la fonction thyroïdienne) ou de chimie (avec l'acide perchlorique comme acide fort ou pour préparer des échantillons à minéraliser de matière organique, ou avec des ions perchlorates pour équilibrer des forces ioniques)[2] ;
- comme déshydratant (sous forme de perchlorate de magnésium Mg(ClO4)2 anhydre ou légèrement hydraté (anhydrone), pour recueillir et analyser les molécules d'eau formée dans les combustions[2]).

Dans les années 1990, selon les producteurs, son usage principal était celui de comburant (92 % des usages) ; lié à sa capacité à produire en peu de temps et à des températures inférieures à 300 °C une grande quantité de gaz, selon la réaction 4 NH4ClO4(s) → 2 Cl2(g) + 3 O2(g) + 2 N2O(g) + 8 H2O(g), alors que 7 % des perchlorates étaient utilisés dans les explosifs, et 1 % consacrés à d'autres usages.
La production aux États-Unis a varié de 1 à 15 millions de lb par an avec dans les années 1980 une production de 20 à 30 millions de livres par an.

## Impacts environnementaux
Michael Hecht, qui a suivi les missions martiennes de la NASA rappelle qu'en haute montagne ou en milieu très sec (dans le sol ou la glace), le perchlorate là où il a été trouvé peut être déshydratant, jouer un rôle d'agglomérant de particules, mais aussi faire baisser la température de fusion de la glace (comme les autres sels).
Le perchlorate anthropique a par contre été largement diffusé dans l'environnement.

### Pollution par les perchlorates

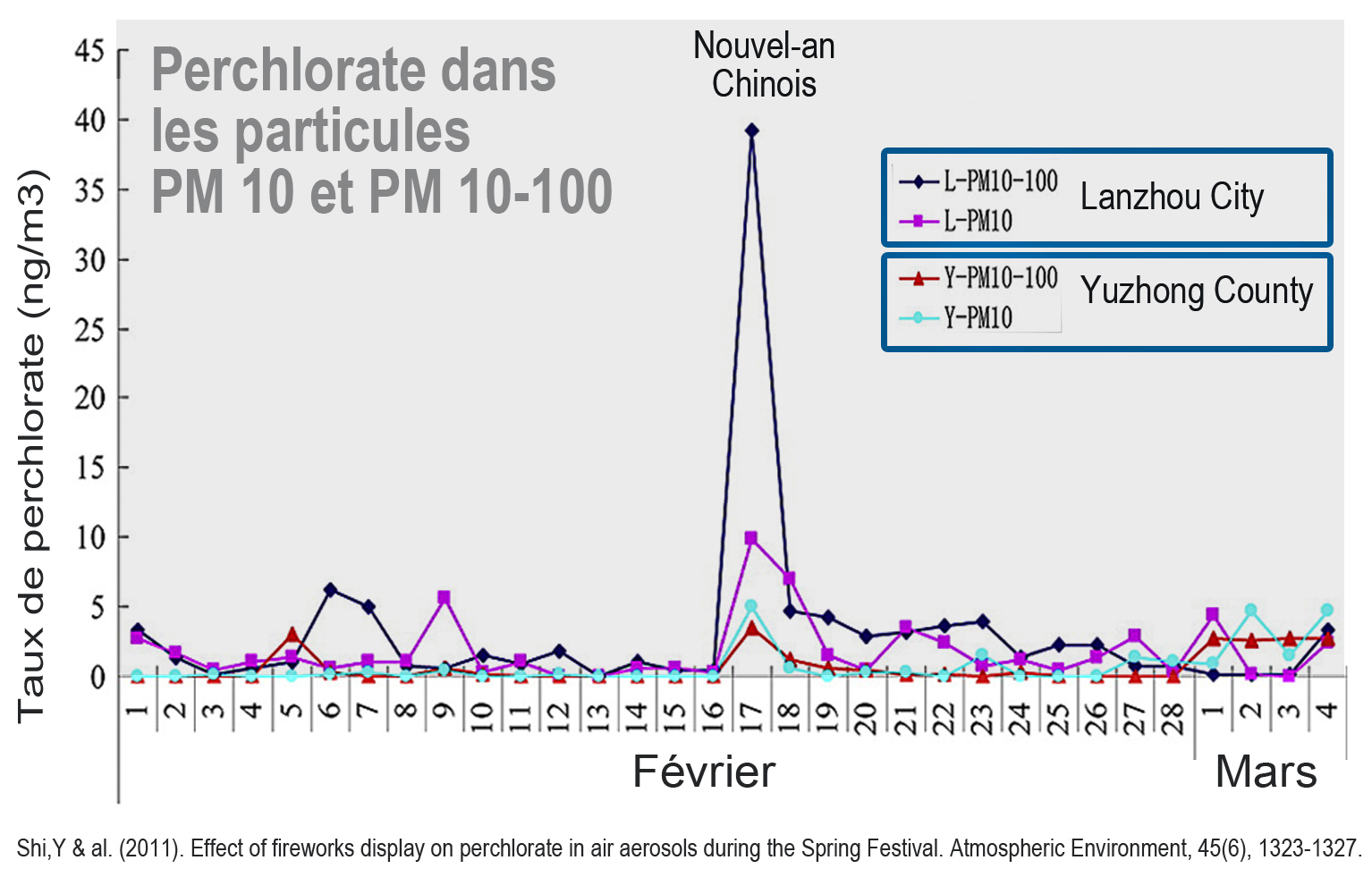
Plusieurs pics de perchlorate inhalable (PM10) et de perchlorate retrouvé dans les particules plus grosses (PM10 à PM100) ont été enregistrés durant et après les feux d'artifice marquant la fête du Nouvel An chinois (18 février 2007), ici d'après les analyses d'air faites dans la Ville de Lanzhou et dans le Comté de Yuzhong dans la Province du Gansu en Chine

Plus de 90 % des perchlorates produits industriellement sont utilisés comme agents de propulsion solides pour les fusées et les munitions.
- Quand un explosif détone ou qu'une charge de gaz propulseur est libérée par la combustion d'un propergol, la charge énergétique n'est jamais complètement brûlée, surtout en présence de grandes quantités de matériaux incombustibles. On a ainsi montré que les fusées éclairantes, les propergols de fusées et certains explosifs (émulsion de perchlorate et de nitrate d'ammonium) sont des « sources anthropiques potentiellement importantes de contamination de l'environnement par le perchlorate ». Ainsi, 0,094 mg de perchlorate par gramme de propergol (de fusées) ne brûle pas, ou 0,012 mg de perchlorate par gramme d'explosif (AN explosifs à émulsion). Les formulations de propergols testées (2008-2009) ont généré 0,014 mg de résidus de perchlorate par gramme de propergol brûlé)[58].
- Pour des raisons de sécurité ou d'évolution des matériels ou stratégies de défense, de grandes quantités de munitions, missiles ou boosters en contenant doivent être régulièrement mises hors-circuit et changées. D'importants volumes de perchlorate ont ainsi été éliminés, souvent directement dans l'environnement (brûlage, mise en décharge, dépôts immergés de munitions) dès les années 1950, contaminant largement l'environnement et notamment les puits et des sources d'eau potable. L'élimination par brûlage en plein air est de plus en plus difficile en raison des pressions du public et de l'apparition de réglementations protégeant la qualité de l'air. Rien qu'aux États-Unis, en 2001, il y avait £ 55,000,000 de propergol solide en attente de destruction et ce chiffre devait atteindre £ 164 000 000 avant 2005[59]. 
Des systèmes de récupération et recyclage du perchlorate d'ammonium ont été mis au point, avec récupération des propergols solides des moteurs-fusées par délavage à l'eau à haute pression, qui génère cependant de gros volumes d'eau à faibles quantités de perchlorate d'ammonium en solution. Sa récupération totale est coûteuse. 
Presque tous les lieux très pollués par le perchlorate (eaux de surface ou souterraines) sont proches de sites de production, d'essais, ou de fabrication ou destruction de matériaux aérospatiaux ou parfois d'explosifs ou de feux d'artifice, et plus rarement (pour les cas connus) des laboratoires de chimie ou activités liées aux engrais.
- Certaines activités minières ont fait ou font un usage abondant d'explosifs[48].
- Des contaminations ont été détectées près d'usines agrochimiques (dans le Nebraska par exemple[60]).
- Pyrotechnie : la fabrication des feux d'artifice est une source majeure de perchlorate dans les zones de production [ex : Centre-sud de la Chine, où dans les années 2010, le fleuve Xiangjiang représentait 58,63 % des apports en perchlorate du fleuve Yangtze (2019), essentiellement à cause de l'industrie des feux d'artifice (et explosifs), en particulier dans la province du Xinjiang, spécialisée dans cette activité). L'air est ensuite contaminé durant et après les feux d'artifice[57].
- Localement (loin de sites industriels ou de retombées militaires) la source la plus plausible a été l'utilisation d'engrais chiliens nitrés naturellement contaminés par des perchlorates[61].
- L'utilisation d'eau de javel comme biocide pour désinfecter de l'eau peut produire du perchlorate (produit de dégradation de l'hypochlorite de sodium) et alors contaminer un approvisionnement en eau[62].
- Aux États-Unis ; C'est là que la situation semble la mieux connue ; L'utilisation pour les analyses - à partir d'avril 1997 - de la chromatographie ionique (dont les limites de détection atteignent 1 ppb) a montré que les sols et eaux de 20 États des États-Unis étaient largement contaminés par le perchlorate. En réponse à une demande d'inventaire des grands utilisateurs et producteurs, 40 États ont signalé des fabricants ou utilisateurs de perchlorate. 
Dans le pays, des doses de 4 à 18 μg par litre ont fréquemment été trouvées. Ces taux sont considérés comme étant dans la gamme des « faibles doses », sans action sur la thyroïde chez l'Homme adulte et en bonne santé pour une exposition brève[63],[64]). Selon, Lawrence et al. « Il est cependant possible que la consommation quotidienne de faibles niveaux de ClO4 dans l'eau potable sur une période de temps prolongée puisse affecter la fonction thyroïdienne, mais aucune preuve d'hypothyroïdie n'a été observée à 10 mg/jour de ClO4 dans une étude de 2 semaines. Il est maintenant intéressant de déterminer une dose sans effet d'inhibition de la thyroïde et sur le RAIU (Radioactive iodine uptake test) pour les perchlorates, en effectuant une étude sur les effets d'une exposition à long terme »[63]. 
Des contaminations plus élevées sont signalées en Californie, toujours près d'installations ayant fabriqué ou testé des propergol solide pour le ministère américain de la défense ou la NASA (National Aeronautics and Space Administration). Ils ont pollué des captages d'eau jusqu'à plus de 100 µg/L dans plusieurs cas, par exemple au sud et à l'Est de Sacramento ou autour de San Bernardino[65]. L'eau du Lac Mead et du fleuve Colorado a servi pour l'irrigation, la récréation et l'eau potable pour plus de 20 millions[66] d'habitants du Névada, de Californie, d'Arizona et des membres de tribus amérindiennes[67]. Dans certains forages industriels près d'une usine d'Henderson, NV le Perchlorate constituait jusqu'à 0,37 % de l'eau (3,7 millions ppb, le record dans l'eau de nappe étant en 2001 de 8 800 ppb dans un forage californien d'eau potable (fermé). Plusieurs réseaux californiens publics de distribution d'eau en contenaient plus de 100 ppb. C'est une des régions où la santé publique préoccupe l'EPA relativement au Perchlorate[68]. Une bioconcentration semble exister : des taux atteignant 200 µg/L ont été mesurés dans des laitues et du lait[69].
Un risque de contamination avec risque d'empoisonnement par du perchlorate produit lors de processus de nettoyages à sec a aussi été évoqué[70].
- En France, des perchlorates ont été trouvés en 2011 dans l'eau du robinet en Aquitaine, dans le Bordelais où 5 captages d'eau potable ont été pollués (jusqu'à 30 µg/L mesurés) par une usine du groupe Safran (fabrication de propulseurs pour missiles)[71]. Des taux dépassant la norme ont été également relevés dans les nappes d'eau potable en Midi-Pyrénées, dans la Garonne, dans la région Toulousaine (à la suite des rejets d'une usine appartenant au même groupe Safran)[71] puis dans le Nord-Pas-de-Calais (Communauté urbaine de Lille, Arrageois, région lensoise, Douaisis et région d'Hénin-Beaumont et dans quelques villages alimentés par des forages isolés, avec jusqu'à 4 µg/Litre à Douai en 2012), puis en Champagne-Ardenne. Dans plusieurs régions, l'Agence régionale de santé (ARS) a émis des préconisations vis-à-vis des personnes à risque (bébés et femmes enceintes et allaitantes). « Une campagne d’analyse dans 632 réseaux de distribution menée dans la Marne et les Ardennes révèle que 113 communes présentent un taux compris entre 4,1 et 15 µg/l et six communes un taux supérieur à 15 µg/l (...)au total plus d’un millier de communes sont touchées à l’échelle nationale notamment dans le Nord et la région bordelaise »[72]. Les données accumulées de 2011 à 2016 confirment une pollution étendue en Nord–Pas-de-Calais, concomitante avec le zones de combat de la Première Guerre mondiale. Une étude de 2016 a aussi recherché des composés concomitants et conclut à une pollution résultats « de plusieurs sources ponctuelles superposées à un bruit de fond de la nappe »[73]. Le traitement des nitrates par résines échangeuses d'ions (dénitratation) retient environ 40 % des perchlorates, mais le cycle de régénération cyclique de ces résines les relarguent en grande partie ; des chercheurs ont donc étudié le comportement de ces ions perchlorates relargués lors des régénérations. Ils l'ont fait in situ, dans 3 stations d’épuration (via l'analyse des éluats des cycles de régénérations, en différents points des réseaux acheminant ces éluats), avec des comparaisons entre les teneurs en entrée et sortie de ces installations[74]. Les effets de perturbation endocrinienne d’eaux souterraines contaminées ont aussi été étudiés (2016)[75], parallèlement à une évaluation de l'impact d’un traitement d’élimination des perchlorates par résine échange d’ions spécifique (via des biomarqueurs de perturbation thyroïdienne)[75].

### Circulation des perchlorates dans les organismes et dans l'environnement
L'Écotoxicologie, la toxicocinétique et la toxicodynamique des perchlorates semblent mal connues.

En 2002, après une revue par les pairs des données existantes, les experts travaillant pour l'EPA ont estimé qu'au vu des données disponibles, le risque écologique ne pouvait ni être exclu, ni être précisément caractérisé.

Les perchlorates naturels (sauf le perchlorate de potassium, qui nécessite des conditions environnementales particulières pour se dissoudre complètement dans l'eau) sont très solubles dans l’eau. Ils s'adsorbent très peu sur des surfaces minérales ni même sur le charbon activé.

L'exposition de la faune, flore et fonge et des microorganismes aux perchlorate est directe (par contact, inhalation, passage percutané (pour les animaux à peau très perméable, etc.) et indirecte via le perchlorate bioaccumulé ou intégré dans la nourriture des organismes.

#### Écotoxicologie
Dans les années 1980, l'EPA considérait que des indices d'écotoxicité existaient pour diverses plantes et plusieurs animaux (aquatiques ou terrestres), mais à mieux étudier ;

En 2012, l'écotoxicologie des perchlorates a progressé, mais elle reste très lacunaire, notamment concernant les synergies avec d'autres perturbateurs et les effets d'expositions chroniques durant l'embryogenèse, la croissance et le développement.
- Perturbation endocrinienne : L'effet perturbateur des perchlorates est le mieux connu. Il semble initié par l'inhibition de l'absorption des iodures par la thyroïde ; On a d'abord expérimentalement démontré des effets négatifs des perchlorates sur le développement, la reproduction (reprotoxicité)[2]. 
Chez les premières espèces testées, la sensibilité au perchlorate semblait approximativement la même chez toutes les espèces, mais les animaux s'y montrent cependant plus ou moins sensibles selon l'espèce (avec probablement aussi des différences selon le stade de développement) ; Ainsi seule la thyroïde semble affectée chez le lapin, alors que le développement des rats est aussi inhibé (à partir d'une exposition à 30 mg/kg/jour de perchlorate, cf. LOAEL[80])[2] et que les effets sont plus globaux (changement de sexe) chez le poisson (peut-être en raison du caractère très soluble des perchlorates, certains organismes aquatiques y semblent plus sensibles) ;
  - Effet androgénique : À doses 1000 fois supérieures au seuil EPA de 2006 pour l'eau potable (24.5 ppb), mais présentes dans la nature, près d'usines rejetant du perchlorate[81], il est manifeste chez l'épinoche à trois épines (Gasterosteus aculeatus) exposée de manière chronique ; Les épinoches exposées développent des altérations d'organe, une moindre croissance, un développement et un comportement sexuel anormaux (avec « inhibition du comportement de cour[82] » et coloration du mâle atténuée au moment de la reproduction[82]). La femelle développe un « hermaphroditisme fonctionnel », Cet hermaphrodisme vrai est observé chez des « femelles génétiques » (il ne s'agit pas de mâles féminisés[82]), une pigmentation affadie (assez pour rendre les organes internes visibles) et une moindre survie ;
Il semble aussi pouvoir être hypermasculinisant pour le mâle[81].
  - Perturbation de la dynamique de populations piscicoles ? Les femelles d'épinoches masculinisées présentent des "gonades intersexuées" (dits « ovotestes ») contenant à la fois des ovocytes et des cellules testiculaires produisant des spermatozoïdes mobiles et fécondants. La fécondation (tests in vitro) est effective à la fois dans le cas de l'autofertilisation et d'une fertilisation croisée, mais le sperme proviennent de femelles génétiques produit des embryons qui meurent durant la phase blastula ou en début d'organogenèse. Inversement, les spermatozoïdes provenant de vrais (mâles génétiques) produisent des alevins viables quand ils fécondent des œufs provenant de femelles génétiques (normale ou exposée au perchlorate). Comme le perchlorate est dans l'eau un polluant persistant, qui peut même "remonter à la source " via sa diffusion dans les nappes, [citation nécessaire] il peut a priori affecter a la fitness[pas clair] des poissons ou d'autres espèces aquatiques qui y seraient sensibles.
- Soupçons de génotoxicité (chez le rat) ; les premiers tests sur l'ADN n'ont pas révélé de génotoxicité (avec la batterie de tests utilisée[2]), mais des tumeurs observées à la seconde génération chez le rat exposé à long terme à des doses élevées, laisse supposer qu'il pourrait exister un mode indirect d'action sur la thyroïde[2]). Pour la thyroïde, le rat est considéré comme un modèle surpondérant plutôt le risque par rapport à l'Homme, en raison de différences de structure thyroïdienne et de demi-vie des hormones produites[2]. Des études plus approfondies sont donc nécessaires.
- Pas d'effets intergénérationnels directs connus (pour le modèle épinoche) : en 2010, très peu d'études avaient porté sur les effets sur plusieurs générations[83]. Chez l'épinoche exposée, la progéniture issue de parents contaminés ne présente plus ces problèmes si elle est élevée dans une eau sans perchlorate, ce qui laisse penser que – en aquarium – il n'y a pas d'effet intergénérationnel. Ces résultats ne peuvent cependant être extrapolés à d'autres groupes (plantes ou mammifères notamment).
- Effets cancérogènes et immunotoxiques ? Selon l'EPA, l'inhibition de la capture de l'iode par la thyroïde pourrait aussi avoir un rôle cancérogène[2] et immunotoxique (dont pour l'immunité cellulaire peut-être) via la perturbation de l' « axe hormonal hypothalamo-hypophyso-thyroïdien »[2].

#### Degré de contamination des espèces non humaines
Il est peu connu. La présence de perchlorate étant généralisée dans des régions entières, on suspecte dans ces zones une contamination des espèces qui y sont sensibles. Les premières études de contamination d'espèces autres que l'homme ont été faites aux États-Unis après 1997, fondées sur des tests in vitro, uniquement faits sur des organismes modèles et ne portant pas sur la quantité de perchlorate présente ou active selon les tissus ou organes. Ces tests étaient jugés représentatifs des biointégrateurs de trois compartiments importants de l'environnement ; le sol, les sédiments et l'eau. Il s'agissait aussi, pour quelques espèces, d'évaluer la « toxicité brute » des perchlorates via la « relation dose-effet ».
Une évaluation de ces tests a conclu à la nécessité d'une batterie de tests plus ciblés ou adaptés à l'évaluation des risques (ex: la laitue a remplacé la lentille d'eau, car elle est très cultivée le long du fleuve Colorado qui est l'un des plus contaminés).
Parmi les espèces testées figurent notamment :
- La daphnie (Ceriodaphnia magna), souvent utilisée en tant que modèle d'invertébré aquatique[2] ;
- La laitue (Lactuca sativa), choisie comme représentante des plantes vasculaires[2] ;
- Des coquillages : en mer de Chine méridionale, 178 coquillages de huit espèces, venant tous d'eaux aquacoles offshore ont été analysés en 2021 : 99,4 % d'entre eux contenaient du perchlorate (jusqu'à 71,5 μg kg-1, avec une valeur médiane de 4,33 μg kg-1.)[84]. À eux seuls ces coquillages ne font pas dépasser l'apport quotidien estimé (DJE) ni les seuils risque pour la santé (HQ) ont été utilisés pour évaluer la dose d'exposition humaine et les risques pour la santé des consommateurs de coquillages, mais ces doses font évoquer une pollution généralisée des eaux littorales[84] ;
- Des poissons : le vairon à grosse tête (Pimephales promelas) comme représentant des vertébrés aquatiques[2] suivi du Danio rerio (effets marqués sur l'axe hypothalamo-hypophyso-thyroïdien dès 250 mg/L, chez des poissons exposés à des doses de 0 ; 62,5 ; 125 ; 250 ; 500 et 5 000 mg/L[85]) ; 
Pour des raisons, non comprises, les poissons des lacs et cours d'eau proches d'un site d'armement américain[86], ont présenté (2006) des contaminations très variables selon l'espèce et l'individu. Mais quand un poisson est contaminé, le taux tissulaire de perchlorate dépasse toujours celui de l'eau[87]
- Deux espèces de tortues (Trachemys scripta et Chelydra serpentina) respectivement exposées à 200 et 177 mg/g de perchlorate de sodium, pour tester les effets sur l'œuf et l'embryon[88]. Les jeunes tortues issues d'œufs exposés ont été moins nombreuses à survivre (avec réduction du métabolisme, augmentation de la taille du foie et la thyroïde, perturbations hormonales réduites), avec des effets plus sévères chez T scripta[88].
- Le ver de terre (Eisenia foetida) représentant les invertébrés du sol. Aux doses environnementales « habituelles », le perchlorate ne tue pas les vers de terre, mais il affecte leur reproduction (à partir de 100 picogrammes de perchlorate par gramme de sol[89]) ;
- Le campagnol des champs (Microtus pennsylvanicus), représentant les petits mammifères omnivores/herbivores[2].
- Quelques ligneux (saule, peuplier de l'Est, eucalyptus) ont été testés pour leurs éventuelles capacités d'absorption, dégradation et phytoremédiation (en systèmes expérimentaux, via des boutures enracinées exposées au perchlorate).
- Des tests de tératogenèse ont utilisé l'embryon de grenouille xénope (test FETAX, dont la pertinence est discutée concernant la représentativité pour les animaux à sang chaud[90]).

Des études complémentaires in situ (6 sites) ou en laboratoire mais sur des pas de temps plus longs, ont porté depuis 1999 sur l'évaluation des effets chez des animaux aquatiques, une plante aquatique, une plante terrestre et un invertébré du sol.
- L'EPA en 2002 retenait pour les organismes aquatiques un « seuil de toxicité aiguë » de 5 mg/L pour l'exposition de court terme (en deçà de ce seuil 95 % des organismes aquatiques n'étaient pas affectés) et un seuil de 0,6 mg/L pour l'exposition chronique (calcul dérivé du seuil de 5 mg/L)[2]. Les données disponibles en 2002 montraient que le perchlorate « s'accumule dans les tissus des poissons exposés, des amphibiens et invertébrés », mais sans qu'on sache si des seuils critiques étaient dépassés[2].
- Les plantes terrestres peuvent bioconcentrer le perchlorate dans leurs parties aériennes (feuilles surtout), mais en 2002 les mécanismes et facteurs en jeu n'étaient pas encore compris. Des effets significatifs d’inhibition de croissance (sur le dernier quartile) ont été constatés au-delà de 78 mg/kg (293 mg/L) pour des plantes en terre et au-delà de 41 mg/kg (160 mg/L) pour des plantes poussant dans du sable. L’EPA a retenu 4 mg/kg de sol comme seuil de dépistage (rem : un engrais nitraté chilien contient un taux significatif de perchlorate naturel) ;
- Pour compenser le faible nombre de données toxicologiques pour les invertébrés du sol, une estimation prudente d'un seuil d’effets sur la communauté du sol a été posée à 1 mg/kg (2,8 mg/L étant l’indice équivalent de référence pour la phase aqueuse du sol
- Chez les mammifères terrestres, le perchlorate franchit facilement la barrière intestinale. La voie orale est considérée comme la première et principale voie d'exposition. 
L'exposition par inhalation semble être négligeable en raison d'une pression de vapeur faible à température ambiante, et en raison de sa taille moléculaire et parce que faiblement liposoluble, il ne traverse pas facilement la barrière de la peau.
- Quelques études montrent de fortes variations de susceptibilité aux perchlorates selon les espèces, et ou des effets différents[91] (par exemple, l'Homme et le rat présentent une relation dose-réponse similaire pour l'inhibition de captation de l'iodure par la thyroïde, mais avec des réponses hormonales (T3, T4 et TSH) différentes. L'homéostasie thyroïdienne du rat semble plus sensible aux perchlorates que celle de la souris ou du lapin). Les tests sur les rats, souris et lapins pourraient ne pas convenir pour l'évaluation d'une partie des risques pour l'homme[91].

### Persistance environnementale et intra-organisme
- Cinétique environnementale du perchlorate : Elle est très liée à sa faible dégradabilité et à sa haute solubilité dans l'eau. 
Les manières dont il peut être bioaccumulés ou éventuellement biodégradés sont encore mal comprises, mais des progrès sont peu à peu faits dans les aspects biochimiques, microbiologiques (rôle des bactéries réductrices notamment[92],[93],[94]) et génétiques de sa cinétique dans les écosystèmes ou les organismes, laissant espérer des solutions de bioremédiation pour les sites, sols et eaux pollués par ce produit, en complément d'autres solutions basées par exemple sur des résines échangeuses d'ions hautement sélectives[40]. Des membranes de filtration utilisant des catalyseurs à base de titane sont également étudiées pour dépolluer des eaux claires[40].
- Persistance dans les organismes : Les ions perchlorates ne se dégradent pas spontanément dans l'organisme : l'énergie d'activation nécessaire à la réduction de perchlorate est si élevé qu'il ne se comporte pas comme oxydant dans les conditions physiologiques animales et humaines (c'est-à-dire en solution diluée, à des températures inférieures à 50 °C et en présence d'un pH neutre à légèrement acide ou plus acide dans l'estomac), ce que confirment les études disponibles sur l'absorption, la distribution, le métabolisme, et l'élimination des perchlorates ingérés qui sont excrétés pratiquement inchangés dans les urines[2] (ces études ont porté sur différentes espèces et visent notamment à produire des modèles extrapolables à l'Homme et à d'autres espèces).

## Impacts sur la santé

### Toxicologie et toxicocinétique chez l'Homme
Avec les nitrates et thiocyanates les perchlorates font partie des perturbateurs endocriniens de la thyroïde, en tant que molécules « goitrogènes ». D'autres effets sur la santé humaine ou animale ont été détectés ou sont en discussion. La toxicologie (et l'écotoxicologie) des perchlorates est en cours de révision depuis mai 1997 aux États-Unis, sous l'égide de l'EPA, avec le Centre national des États-Unis pour l'évaluation environnementale (NCEA) qui a publié en 1999 un premier projet de révision en 1998 et des recommandations (faites en 1999) pour des études et analyses complémentaires avec examen scientifique par les pairs. Le volet le plus important de ces évaluations portent sur l'eau potable.

#### Perturbation endocrinienne
Il y a un consensus sur le fait que le perchlorate est toxique pour la thyroïde humaine, récemment confirmés par les réévaluations et études de l'EPA ; il inhibe des hormones thyroïdiennes dont la TSH, de la thyroxine dite T4 (qui contrôle le développement neurologique et du cerveau) et la triiodothyronine T3 ; sans métabolisation du perchlorate dans la thyroïde ni dans les tissus périphériques.
Les perchlorates freinent ou bloquent la capacité de cette glande à capter l'iode qui lui est nécessaire, en interagissant avec les thiocyanates et les nitrates qui ont aussi cette propriété (bien que moindrement et moins durablement), molécules avec lesquelles les nitrates peuvent développer des effets cumulatifs ou synergiques)

#### Seuils de toxicité
Au début du XXIe siècle, il n'y a cependant pas encore de consensus sur les seuils à ne pas dépasser pour qualifier une exposition sans danger.
La dose (provisoire) "no-observed-adverse-effect-level" ou NOAEL était aux États-Unis en 2001 de 0,14 mg/kg/jour.
Le nettoyage des nappes phréatiques est aux États-Unis recommandé à partir de 4 à 18 ppb. Un examen par des pairs indépendants a été commandé par l'EPA en mars 1997 pour évaluer une proposition de seuil de référence RfD ("Reference dose") ou de dose sans effet toxique observable (NOAEL) ;
Le manque de données toxicologique (manque d'études sur le rapport effet/dose, d'études de plus de 90 jours sur l'animal, d'études sur l'embryon ou sur les effets du lait contaminé, etc.) interdit d'analyser de manière crédible la totalité des risques pour l'Homme. Le contenu de la littérature publiée ne permet pas d'exclure des effets des perchlorates sur d'autres organes que la thyroïde ni même de garantir sans équivoque que l'effet sur la thyroïde est l'effet le plus critique. Le développement physique et neurologique pourrait être indirectement affectée in utero par une hypothyroïdie durant la grossesse, éventuellement gravement, ce qui n'avait pas encore été adéquatement étudié. Les pairs ont - en mai 1997 - émis des recommandations sur la manière de combler ces lacunes.
L'EPA continue à combler les lacunes de connaissance (dont par des études sur la souris, le rat, le lapin exposés à tous les âges, y compris à l'état fœtal et embryonnaire ou via l'allaitement), avec une étude ayant porté sur deux générations, portant sur la reprotoxicité du perchlorate chez le lapin (et sa toxicité sur la progéniture). Les tests de toxicité ont été accélérés en Amérique du Nord par un partenariat direct du ministère américain de la Défense et l'EPA, suivi par les membres d'un comité directeur inter-Agence sur les perchlorate (ou « IPSC ») comprenant des représentants gouvernementaux de l'Institut national de Environmental Health Sciences (NIEHS); des États et gouvernements locaux des États-Unis. L'IPSC doit faciliter et coordonner, sur la base des données physicochimiques disponibles (en partie aux mains de l’industrie de la défense), une évaluation précise des aspects technologiques (cadastres d’émission, enquêtes, évaluation sanitaire, écotoxicologique, traitabilité des perchlorates, manipulation des flux de déchets, détection analytique…).
Les perchlorates ont initialement été suspectés d'être cancérigènes par voie orale ou inhalation ; hypothèse qui semble avoir été un temps abandonnée puis (à la suite des études sur l'animal) reconsidérée, au moins potentiellement pour l'Homme, pour des tumeurs de la thyroïde (avec dans ce cas altération possible du neurodéveloppement). En effet, des tumeurs thyroïdiennes sont apparues chez des rats exposés (à long terme) à de « fortes doses » dans les premières études, puis une étude ayant porté sur deux générations de reproduction, a diagnostiqué des tumeurs de la thyroïde non seulement dans la première génération (F1) des adultes, mais aussi dans la seconde génération parentale [p. 2] (après 19 semaines).
Les perchlorates sans être directement neurotoxiques, pourraient - in utero au moins - affecter le développement cérébral en tant que perturbateurs hormonaux. Une autre étude, basée sur la mesure du poids du cerveau de jeunes chiots exposés à diverses doses de perchlorate, a fait proposer une « Dose Minimale avec Effet Nocif Observé » (ou LOAEL Lowest Observed Adverse Effect Level) tenant compte des séquelles à la fois neurologiques et néoplasiques : 0,01 [mg]/kg-jour ; au-delà de cette dose, une étude neurologique a mis en évidence des effets sur la morphométrie du cerveau de jeunes chiots (sacrifiés à divers stades de développement). Ces anomalies correspondaient à une moindre production d'hormones TSH T4 et à des changements histopathologiques de la thyroïde de chez ces mêmes chiots. Une évaluation postérieure de cette étude par le comité CNRC (2005) a conclu, que les données de cette étude étaient encore insuffisantes pour affirmer ou infirmer un lien de causalité entre l'exposition maternelle des chiots et les anomalies neurodéveloppementales observées ; de même pour une étude d'exposition subchronique (à 90 jours) qui avait aussi montré des effets sur l'immunotoxicité (hypersensibilité au contact cutané). La plausibilité de ces risques est reconnue, mais des évaluations plus précises ou statistiquement plus robustes sont souhaitées par divers experts.
Depuis les années 1980, les perchlorates (comme d'autres anion tels que pertechnetate et thiocyanate) sont reconnus comme étant des perturbateurs endocriniens et plus précisément « des inhibiteurs compétitifs au processus de transport actif (pompe à iode) des iodures du sang jusqu’au follicule de la thyroïde » Or, ces iodures sont nécessaires pour que la glande thyroïde produise des hormones nécessaires à la régulation du métabolisme et de la croissance. Ce même effet inhibiteur a d'ailleurs été utilisé dans les décennies 1950 et 1960 pour traiter par du perchlorate l’hyperthyroïdie (maladie due à un excès de production d'hormones thyroïdiennes). Cet usage a conduit au décès de plusieurs patients, à la suite d'une thyrotoxicose fatale (anémie aplasique mortelle) induites par des doses très élevées (de 600 à 1 600 mg/j) de perchlorate) qui ont fait qu'on a remplacé ce médicament par d'autres, bien que 2 études plus récentes n'aient pas détecté d'effets délétères « sérieux » dans le cas du traitement de la maladie de Graves-Basedow ou de traitement d'hypothyroidisme, à des doses inférieures à 1 000 mg/j durant jusqu'à un an,.
Au-delà d'un certain seuil, le perchlorate ingérée provoque une hypothyroïdie (maladie correspondant à un déficit de production d’hormones thyroïdiennes), avec de nombreuses conséquences néfastes « Les fluctuations de courte durée des hormones thyroïdiennes ne sont pas un problème chez l'adulte en bonne santé », mais les perturbations à long terme peuvent occasionner divers symptômes allant de la dépression aux pertes de mémoire et aux douleurs musculaires ; « Ces effets sont particulièrement préoccupants pour les personnes qui souffrent déjà d'hypothyroïdie ainsi que pour les femmes enceintes et les enfants ».
Chez l'adulte en bonne santé une inhibition de la capacité de la thyroïde à capter l'iode du sang est observé à très faible exposition : dès 0,007 milligramme/jour/kg de poids (Pour tenir compte des individus vulnérables et de diverses incertitudes, on divise cette concentration par un facteur 10 pour établir la NOEL (la plus grande dose pour laquelle aucun effet n’est observé) ce qui équivaut à 0,000 7 mg/kg/j. C'est un facteur 10 qui est utilisé lorsque l'expérimentation porte sur l'espèce concernée, comme c’est le cas ici (typiquement les humains) et un facteur 100 si l’expérimentation a été faite sur une autre espèce (souvent les rats de laboratoire).
En utilisant le poids moyen d'un individu (70 kg) et la consommation d’eau moyenne (2 L/jour), l’agence de protection de l'environnement des États-Unis nommée EPA (« Environmental Protection Agency ») a déterminé que le DWEL (« Drinking Water Equivalent Level » ou le niveau équivalent en eau bue) du perchlorate correspondant à 0,000 7 mg/kg/j était de 24,5 ppb. 14 adultes en bonne santé ont été exposés 6 mois à du perchlorate : jusqu'à 3 mg/j absorbés, les auteurs (2006) n'ont pas observé d'effets thyroïdiens (pas d'inhibition de la capture d'iode ni de modification des taux sanguins d'hormones TSH et Tg).
De 4 à 16 µg/L dans l'eau du robinet, les populations ne semblent pas présenter de problèmes thyroïdiens particuliers, y compris les enfants. Une étude a comparé durant près d'un an (décembre 1998 à octobre 1999) les taux sanguins de TSH de nouveau-nés (d'un pois de 2,5 à 4,5 kg à la naissance), ainsi que leur courbe de poids durant le premier mois de leur vie et les taux de mortalité, dans 2 ville : Las Vegas où l'on trouve jusqu'à 15 µg/L de perchlorate dans l'eau du robinet, et Reno où aucun perchlorate n'est détecté dans l'eau du robinet. Les auteurs n'ont pas notés d'impacts significatifs pour les bébés de Las Vegas (exposition environnementale de perchlorate via l'eau du robinet inférieure ou égale à 15 µg/L. Dans la région d'Atacama, l'eau potable contient jusqu'à 100-120 µg/l de perchlorate. Une étude a porté sur les nouveau-nés et enfants d'âge scolaire et femmes enceintes de trois villes différemment touchées (Taltal où l'eau du robinet contient en moyenne 114 µg/L de perchlorate), Chañaral avec 6 µg/L, et Antofagasta avec 0,5 µg/L). On n'a pas dans ce cas détecté de différence entre les villes et le poids à la naissance, la longueur et circonférence de la tête étaient comparables entre les trois villes et aux mesures faites ailleurs en Amérique., et dans une zone d'Israël où on trouve jusqu'à 300 µg/L de perchlorate dans l'eau du robinet, le taux sérique de thyroxine (T4) était normal chez les nouveau-nés. Cependant, une autre étude a montré que les bébés nés dans deux villes dont l'une a une eau du robinet provenant du fleuve Colorado et du lac Mead, contaminée par du perchlorate d'ammonium (20.000.000 d'habitants concernés) présentent des différences concernant les anomalies hormonales (après ajustement pour l'âge, l'ethnie et divers facteurs connus ou suspectés d'influer sur les niveaux de TSH des nouveau-nés) ; dans ce cas les auteurs ont conclu à une association statistiquement significative entre l'exposition au perchlorate et les taux néonataux de TSH , qui incite à mieux rechercher ou infirmer d'éventuels liens de cause à effet. SH Lamm a ensuite (en 2003) estimé que les différences observées entre les deux villes sont dues à un biais induit par le fait que les deux villes choisies pour l'expérience n'ont pas la même altitude ni la même composition ethnique.
En 2017, dans une étude faite dans une vaste cohorte de femmes du comté de San Diego, celles exposées au perchlorate environnemental présentaient une augmentation du risque de naissance prématurée (≥ 2 500 g), uniquement chez leurs garçons, et une augmentation du poids à la naissance des garçons était également constatée, surtout chez les prématurés. Cette association est plus marquée chez les mères américaines que mexicaines. La diminution de l'hormone thyroïdienne maternelle pendant la grossesse pourrait être en cause.
Une partie significative des Européens et des Français (enfants y compris) manquent d'iode (ou l'absorbent mal), faisant que les doses détectées dans l'eau potable de certaines régions (et dans quelques préparations pour nourrissons) peuvent même au niveau de la dose journalière tolérable (DJT ; 0,7 μg kg-1 bw jour-1) poser problème : l'exposition des enfants de moins de 6 mois a été recalculée en 2016, montrant que la DJA pouvait en outre être dépassée chez certains enfants. Les auteurs de cette étude invitent donc à « clarifier les sources de perchlorate, pour diminuer l'exposition de la population ».

### Cancérogénicité
Peu d'études ont porté sur ce sujet.
- Celles qui ont exposé des rongeurs à des doses élevées de perchlorate ont observé des augmentations « statistiquement significatives » de nodules des cellules folliculaires (Fernandez Rodriguez et al. 1991), d'adénomes (Kessler et Kruskemper 1966), et de carcinomes (Pajer et Kalisnik 1991).
- Le perchlorate pourrait être un cofacteur de cancer selon d'autres études qui ont démontré que le perchlorate peut « promouvoir les tumeurs de la thyroïde initiées par des moyens chimiques ou par irradiation »[116]).
- Du perchlorate de potassium administré à 1 % dans de l'eau potable à des rats Wistar femelles durant 1 à 12 mois produit à partir du 6e mois de multiples nodules des cellules folliculaires (souvent bilatéraux, diffus et de morphologie complexe) dans la glande thyroïde[117]
- Du perchlorate de potassium administré à des rats mâles Wistar dans l'eau potable à 0 ou 1 % (~ 1 339 mg/kg/j) a induit « chez 4 des 11 rats ainsi traités des tumeurs bénignes de la glande thyroïde »[118].
- Du perchlorate de sodium a été administré à 0 ou 1,2 % (~ 2 147 mg/kg/j) dans l'eau potable à des souris Balb/c femelles durant au maximum 46 semaines. Il y avait 3 groupes de contrôles et 3 groupes de souris traitées, avec certaines souris sont le corps entier a également irradiée à des niveaux variables. Des carcinomes folliculaires thyroïdiens ont été observés chez cinq des six souris non irradiées et exposées au perchlorate, et chez toutes les 14 souris irradiées traitées au perchlorate[119].
- Une étude (1999) sur deux générations laisse penser que des tumeurs peuvent être induites dans la descendance[120].
- Diverses expériences ont conclu que ces cancers ne sont pas induits par des mutations de l'ADN (L'ion perchlorate ne s'est pas montré génotoxique, même en cas d'exposition à de fortes doses. L'origine de ces cancers semble plutôt due à son caractère de perturbateur endocrinien)[121].

Une évaluation EPA/IRIS a conclu que « le perchlorate n'est pas susceptible d'être cancérogène pour l'homme, au moins aux doses inférieures à celles qui sont nécessaires pour modifier l'homéostasie des hormones thyroïdiennes ».

### Enjeu de santé environnementale
Pour ce qui est de la santé environnementale, le perchlorate préoccupe autant les acteurs de la santé (Agences de santé publique notamment) que de l'eau (Agences de l'eau, fournisseurs d'eau potable), car toxique et peu dégradable, ce produit est si soluble, qu'il tend à se disperser très rapidement dans les eaux superficielles et souterraines. De plus, il résiste aux « procédés classiques de traitement de l'eau ».
Aux États-Unis, les puits proches de zones à risque ont été théoriquement fermés, mais des contaminations restent possibles localement. En 1997-1998, une évaluation à grande échelle de la prévalence de perchlorate a été faite par l' American Water Works Association pour les nappes ou réservoirs d'eau potable du système de l'American Water, compagnie qui vend de l'eau à 16,2 millions de personnes dans 32 États américains et en Ontario, au Canada. Cette enquête a concerné 40 réservoirs en eau de surface situés dans 11 états, et 367 puits d'eau souterraine dans 17 états. Dans aucun cas, le perchlorate n'a été présent au-dessus des seuils de détection dans les eaux de surface, mais il a été confirmé dans neuf (~ 2,5 %) des puits, tous situés en Californie ou au Nouveau-Mexique, avec des taux variant dans ces cas de moins de 4 à environ 7 mg/L (la valeur guide pour la santé, proposée par le du California Department of Health Services était alors de 18 ug/L. Dans ces cas, les responsables étaient des sites militaires ou d'autres sources importantes de perchlorate.

## Enjeux environnementaux
Discrètement, mais en quelques décennies le perchlorate est devenu l'un des polluants les plus communs et un enjeu environnemental nouveau, pour la qualité de l'eau notamment, avec peut-être aussi des enjeux écotoxicologiques encore mal cernés. Il est identifié par l'EPA comme un des enjeux importants de santé publique (notamment en Californie où la contamination de l'eau semble la plus élevée et critique, et où les nappes souterraines et superficielles sont de plus en plus surexploitées), mais les données quantitatives sur les tonnages produits ou relargués dans l'environnement de ce produit dont le premier usage a été militaire (Sidewinder, AMRAAM, Tomahawk et autres missiles stratégiques tels que Minutemen et tous les booster de missiles et propulsifs de roquettes) et de "conquête spatiale" (propulsif solide) ont manqué. C'est en outre un polluant diffus dont les sources précises et facteurs de diffusion sont souvent difficiles à identifier. Souvent faute de pollueur bien identifié, les responsabilités sont difficiles à établir, et les processus basés sur le principe pollueur-payeur difficiles à mettre en œuvre. De plus les méthodes d'analyse et quantification de ce polluant dans l'eau n'ont pas été consensuelles et tendaient à produire des faux positifs quand il n'y avait pas de vérification, ce qui n'a pas encouragé à une lutte cohérente et coordonnée contre ce polluant émergent.
Deux enjeux importants pour le XXIe siècle sont de trouver des méthodes efficaces de dépollution et de trouver des alternatives moins toxiques à ce produit.
L’anion perchlorate est très soluble dans l’eau. Il se propage donc facilement et rapidement dans l’environnement, en surface ou dans les eaux souterraines qui deviennent des sources de contamination. 
De plus, les perchlorates peuvent s'accumuler dans les végétaux, qui deviennent alors une autre source de contamination.
Les plantes aquatiques et des berges des eaux de surface sont celles qui ont les plus grandes probabilités d’être exposées aux perchlorates. On a cependant montré aux États-Unis que les perchlorates peuvent aussi s'accumuler dans les plantes terrestres (dont les légumes).

Une étude récente effectuée sur des concombres, des laitues et des plants de soja tend à montrer que ces légumes peuvent accumuler respectivement jusqu’à 41, 780 et 18 ppm de perchlorate à partir d’un sol sablonneux et en présence d’engrais.
La forte capacité d'accumulation de perchlorates dans les feuilles de laitue questionne l'évaluation du niveau d’exposition des consommateurs. En effet, environ 90 % de la laitue consommée aux États-Unis durant l’hiver provient de la zone avoisinant le bas de la rivière du Colorado qui est contaminé par des perchlorates à des taux de 1,5 à 8 ppb et dont l’eau est utilisée pour l’irrigation des laitues.
À ce perchlorate biodisponible pour les laitues s’ajoute parfois celui apporté par les engrais chiliens nitratés utilisés pour les faire croître. Les dépôts chiliens de minéraux « paléochimiques », salpêtres naturels riches en nitrate de sodium (NaNO3) sont connus depuis longtemps comme source naturelle de perchlorate. Or, ils sont utilisés par l'industrie (Sociedad QuõÂmica y Minera S.A. ou SQM et sa filiale Chilean Nitrate Corporation ou CNC créée en 1999), produits dans leurs usines de MarõÂa Elena et de Pedro de Valdivia dans le nord du Chili), et vendus (sous le nom de « Bulldog Soda » en quantité significative aux États-Unis, à raison – à titre d'exemple de 75,000 tonnes en 1999,) et en quantités relativement faibles ailleurs dans le monde, d’où une contamination diffuse supplémentaire (Les autres engrais de ce type ne proviennent d'ailleurs que du Chili, ne contiennent a priori généralement pas de perchlorates en quantité significative).
Les résultats de l’étude sur les différents types de laitue montraient que pour une consommation standard de 55 g de laitue par jour, ceci correspondait à moins de 4 % de la dose quotidienne de perchlorate maximale recommandée par l’EPA et le système IRIS de 0,000 7 mg·kg-1. Toutefois, si on considère la nourriture consommée aux États-Unis dans son ensemble, une étude récente a montré que plus de la moitié de la dose maximale en perchlorate recommandée par l’EPA est atteinte chaque jour pour les Américains. À ce nombre s’ajoutent les perchlorates présents dans l’eau consommée d'où l'ampleur de la problématique. En effet, plusieurs sites d’approvisionnement en eau potable aux États-Unis ont été rapportés comme ayant des concentrations en perchlorate plus grandes que 18 ppb, ce qui, combiné à l’apport de perchlorate de la nourriture, peut excéder la « NOEL[Quoi ?][pas clair] » déterminée par l'EPA.

## Analyse chimique des perchlorates
La détection fiable des perchlorates, à très faibles doses, représente un défi analytique majeur.
Différentes méthodes analytiques existent, allant de la chromatographie à échange d'ions (IC) et de la chromatographie en phase liquide à haute performance (HPLC) à la spectroscopie Raman. Les techniques adaptées à la détection en solution le sont moins pour la matière organique.
Aux États-Unis, l'EPA utilise la chromatographie à échange d'ions (IC) pour quantifier la teneur en perchlorate de l'eau potable. La technique utilisée est celle de la chromatographie d'ions à suppression avec détection par « electrospray ionization mass spectrometry » (ESI-MS). Sa limite de détection de 0,02 μg/L en solution aqueuse est particulièrement basse, mais implique de pouvoir disposer d'un couteux détecteur de spectrométrie de masse.
Les méthodes directement adaptées à d'autres matrices (substances solides, tissus organiques…) sont moins sensibles. La limite de détection de l'« attenuated total reflectance » (ATR, FTIR) est de l’ordre des 3 μg/L, tandis que celle de la spectroscopie Raman est de l’ordre de 10 à 100 μg/L.

## Traitements des sols et eaux contaminées
Sols pollués : Les perchlorates sont à la fois stables et solubles dans l'eau. Leur destruction peut produire du chlore toxique. Ceci rend la décontamination de milieux pollués difficile à grande échelle. Des décontaminations sont testées ou mises en œuvre sur les « spots » de pollution industrielle, mais semblent encore difficiles ou irréalistes in situ pour les zones largement contaminées.
Eaux polluées : Leur traitement peut se faire dans les usines de production d'eau ou chez le consommateur final, mais il n'est parfois que partiellement efficace (ou sinon couteux) ; Les principaux modes de traitement testés et permettant (seuls ou associés) de réduire la teneur en perchlorate dans l’eau sont :
- Résine échangeuse d'ions ; Certaines résines échangeuses d'ions permettent de capter tout ou partie des ions perchlorate de l'eau[140], mais « l'affinité exceptionnellement de l'ion ClO4– pour les résines échangeuses d'anions rend extrêmement difficile et coûteuse la régénération conventionnelle de la saumure de NaCl pour les applications pratiques »[141]. Une nouvelle méthode utilisant l'ion tétrachloroferrate (FeCl4–) permet de régénérer les résines sans significativement altérer leurs performances. Il faut encore gérer le perchlorate ainsi récupéré (stockage, dégradation[142], destruction...).
- Bioréacteur ; plutôt utilisé ex-situ et de type réacteur à lit fluidisé, il utilise des micro-organismes sélectionnés qui vont réduire le perchlorate de l'eau en chlorure et en oxygène en présence d'un donneur d'électron et de nutriments (acide acétique, éthanol, méthanol, hydrogène, ammonium, phosphore, urée) dans un milieu entretenu de manière à soutenir la croissance microbienne (la réaction est : ClO4– → ClO3– → ClO2– → Cl– + O2). Ils ont permis de descendre à moins de 4 ng/L. Une étude conclut qu'il faut aussi retirer les ions nitrates du mélange pour que la destruction du perchlorate soit complète (NAVFAC, 2000).
- Adsorption sur charbon actif en phase liquide: rarement utilisé car peu efficace pour les perchlorates, pourrait améliorer la performance d'autres traitements, en association avec eux ;
- Compostage du sol pollué ; il se pratique alors sous serre et ex-situ, avec enrichissement du sol en fumier ou matière organique riche[143]
- Bioremédiation ; elle se pratique in situ en condition anaérobie et peut concerner l'eau ou le sol pollué. Les bactéries utilisées sont Ideonella dechloratans, Proteobacteria, Vibrio dechloraticans Cuzensove B-1168, et Wolinella succinogenes HAP-1 (Urbansky and Schock, 1999). D'autres souches bactériennes ont été utilisées dans le genre Dechloromonaset Dechlorosoma (ITRC, 2005; Coates et al., 1999; Coates et al., 2000). Ces bactéries sont cultivées dans le sol et nourries avec des sucres et des protéines leur convenant[143];
- Réduction catalytique assistée par électrodialyse (permettant de détruire plus de 80 % des perchlorates de l'eau, avec de l'hydrogène comme « donneur d'électron » et un catalyseur[144].
- Barrière réactive perméable[143]
- Phytotechnologies[143]
- Ultrafiltration sur membrane[143]
  - Électrodialyse[143]
  - Osmose inverse[143]
- Autres solutions (expérimentales ou faisant l'objet d'études)[143]

Certaines de ces techniques sont accessibles aux particuliers.

### Au niveau domestique
Les filtres à charbon actif ne sont pas efficaces pour le perchlorate.

« Les systèmes de traitement municipaux et plusieurs systèmes domestiques certifiés de purification par osmose inversée [voir osmose inverse] permettent de réduire la teneur en perchlorate à 6 ppb ou moins. ». Ce type d’appareil est parfois utilisé pour faire face à une contamination locale.

## Aspects législatifs, normes, seuils, recommandations pour la santé

### États-Unis
Ce pays est parmi les plus touchés par une contamination générale de l'environnement (à l'échelle de régions voire d'États entiers). Il n'y a cependant pas de seuil "fédéral" pour l'eau potable valable pour le pays ; chaque État fixe son seuil, en tenant ou non en compte les recommandations de l’EPA (seuil variant selon les États de 4 à 18 ppb pour l'eau de nappe destinées à l'eau potable à la fin des années 1990).
- Les ministères de la défense ou de l’Énergie (DoD aux États-Unis) ont probablement freiné dans de nombreux pays les législations qui auraient pu limiter la dissémination de ce produit dans l'environnement, car un relèvement des seuils d'action (par l'EPA par exemple) rendrait peut-être inutilisable des terrains d’entrainement militaires, obligerait à dépolluer de nombreux sites et à trouver des alternatives plus coûteuses à certains usages (ou à produire des entrainements moins "crédibles" pour les soldats à l'entrainement).
- Malgré les alertes de l'EPA qui a dès 1998 placé le Perchlorate comme polluant candidat à une nouvelle évaluation[2], à la suite de la détection de plus en plus fréquente de perchlorates dans l'eau potable dans les années 1990[145],[146], et la confirmation au printemps 1997 d'une « contamination généralisée » des eaux des États-Unis à la suite de l'utilisation d'une méthode analytique plus précise (seuil de quantification à 4 ppb)[2], ce n'est tardivement, aux États-Unis que le Congrès s'est saisi de cette question, et plutôt en traitant le problème en aval (sites et sols pollués) qu'en amont (ou on aurait pu cherche à réduire la pollution à la source, en gérant mieux la destruction des munitions non explosées ou en fin de vie (par l'« élimination inadéquate »[2] par immersion par exemple) et en utilisant en amont des alternatives ou maitrisant mieux les processus de fabrication, stockage et élimination)[40]. 
Au début du XXIe siècle, dans le cadre du National Environmental Policy Act, et d'une meilleure gouvernance, le législateur américain, pour mieux assoir ses décisions a imposé plus de transparence (Information Quality Act Section 515 de la Public Law 106-554, 2004-12-15) et des évaluations toxicologiques, économiques et sociales des impacts plus scientifiquement crédibles, relues par des pairs indépendants (Information Quality Bulletin for Peer Review, 2004-12-15). 
L'EPA doit encore mettre à jour la "dose de référence" (RfD (en), dose à ne pas dépasser par jour dans l'alimentation pour un humain moyen) ; En 2002, en tenant compte de différents facteurs de risque (dont haute solubilité de l’ion perchlorate, observation de tumeurs de la thyroïde à la seconde génération, et manque d’études sur les effets d'une exposition à moyen terme, absence d'étude d'exposition à long terme), l’EPA a révisé la dose (provisoire) de référence (RfD) en la réduisant à 0,000 03 mg/kg/jour (avec un degré de confiance encore considéré comme moyen, en attendant des études plus précises). Cette dose avait déjà été révisée en 1992 puis 1995 sur la base des avancées scientifiques disponibles[147].

### En Europe
En 2014, l'EFSA a adopté un avis scientifique sur le perchlorate.
La Commission européenne a pris connaissance du fait que du perchlorate a été trouvé dans les fruits et légumes produits dans l'Union européenne « plus répandue qu'initialement prévu », en raison notamment de l'« utilisation d'engrais contenant des niveaux élevés de perchlorate », niveau qui « contribue largement à la présence de perchlorate dans les fruits et légumes », mais note que d'autres sources peuvent aussi contribuer à cette contamination.

Une Déclaration sur les ions perchlorate a été mise à jour le 23 juin 2015, avec des Recommandations. Des recommandations ont été publiées le 29 avril 2015 pour les aliments et l'eau potable. Il est notamment recommandé de collecter des données de contamination des denrées alimentaires par les ions perchlorate, dont pour permettre aux agences d’évaluation des risques sanitaires de mieux caractériser l’exposition des consommateurs à ces contaminants, susceptibles de présenter un risque sanitaire pour certaines catégories de population, et pour définir à terme des mesures de gestion des risques pertinentes. 
Il était prévu que des limites maximales de perchlorate dans les aliments (ou certains aliments) soient fixées en 2016.

### En France
« Au-delà de quatre microgrammes par litre, il existe des restrictions de l'usage de l'eau pour les nourrissons de moins de six mois », Seuil plusieurs fois dépassé dans les années 2000 sur quatre des huit forages du champ captant de Flers-en-Escrebieux (fermés pour cette raison).

À la suite des analyses d'eau de consommation humaine qui a montré une contamination assez large (dans le nord du pays notamment), l’Agence nationale de sécurité sanitaire de l'alimentation, de l'environnement et du travail (Anses) a recommandé en cas de dépassement du seuil de 4 μg/L de perchlorates dans l’eau de ne pas préparer de biberons pour les nourrissons de moins de 6 mois, et en cas de dépassement du seuil de 15 μg/L de ne pas consommer d’eau du robinet pour les femmes enceintes et allaitantes, ce qui a conduit e 2012 les préfets du Nord et du Pas-de-Calais à prendre un arrêté de restriction sur la consommation d’eau pour les nourrissons de moins de 6 mois et les femmes enceintes et allaitantes dans le Nord-Pas-de-Calais (205 communes concernées dans le nord et 338 dans le Pas-de-Calais). Certaines communes de la somme sont également touchées
- Au Canada, Santé Canada « recommande une valeur-guide pour l'eau potable de 6 ppb, basée sur un examen des évaluations de risque courantes d'autres organismes »[154]. Du perchlorate a été repéré dans plusieurs sources de cours d'eau, mais jamais au-dessus de 6 ppb jusqu’à présent (oct 2012), selon les analyses dont dispose Santé Canada[154],[107].

## Recherche d'alternatives
Aux États-Unis, un Groupe de travail (Perchlorate interagency working group ou IWG) a été institué, coprésidé par L'office of science and technology policy et l'office of management and budget, avec l'assistance de l'Académie des sciences pour faciliter un travail interdisciplinaire et scientifique des agences fédérales sur ce polluant émergent en identifiant mieux ses enjeux, y compris financiers.
Le DOD a produit un guide sur les méthodes analytiques et l'échantillonnage des sites potentiellement pollués dont il a la charge, et il a introduit le perchlorate parmi les matériaux non réglementés à évaluer sur le plan des impacts des munitions militaires à tester ou utilisées à l'entrainement sur les terrains militaires d'exercice.
Des programmes de recherche de propulsif moins toxiques ("perchlorate-free") pour les munitions ont été lancés.
En chimie organique, on connaît également des perchlorates covalents qui ne sont pas les sels de l'acide perchlorique mais leurs esters.

## Sur la planète Mars
En juillet 2008, la NASA annonce que deux échantillons de sol martien ont été analysés par le laboratoire de chimie humide de la sonde Phœnix (MECA) comprenant aussi des examens par microscopie optique et des mesures électrochimiques et de conductivité électrique. Les résultats laissent penser que ce sol pourrait contenir des traces de perchlorate (sous réserve qu'il ne s'agisse pas d'une contamination éventuelle du module d'atterrissage Phœnix par des gaz ou des aérosols libérés par les moteurs à ergols solides (boosters PCPA au perchlorate d'ammonium/aluminium métal) de la fusée au moment de son lancement, et si elles sont réellement confirmées dans les échantillons de sol analysés). Il semble peu vraisemblable que ces traces de perchlorate proviennent de l'atterrisseur Phœnix lui-même qui n'a utilisé que des ergols liquides à base d'hydrazine pure. En outre, le perchlorate a été retrouvé sous la surface du sol et à des concentrations plus élevées que celles attendues en cas de contamination au moment des opérations de lancement terrestre. De nouvelles mesures devraient permettre de trancher la question, mais aucune trace de perchlorate n'avait été détectée au moment de la calibration et des tests à blanc du laboratoire de chimie humide MECA peu après l'atterrissage de la sonde Phœnix. La question demeure alors ouverte.
En 2013, le robot Curiosity trouve également des ions perchlorate sur le site d'atterrissage.
En septembre 2015, la NASA confirme la présence d'eau et de perchlorate dans le sol martien, relançant le débat sur les conditions d'apparition d'une hypothétique vie bactérienne sur la planète rouge, présente ou passée car les perchlorates semblaient pouvoir augmenter l'habitabilité de la planète rouge (pour une vie de type bactérienne) ; en effet ils diminuent fortement le point de congélation de l'eau, et sont une possible source d'énergie pour des microorganismes qui s'y seraient adaptés.
En 2017, une nouvelle étude produite par des chercheurs du Centre d'Astrobiologie de l'Université d'Édimbourg (Écosse) conclut que le sol martien pourrait être finalement encore moins hospitalier pour la vie que les scientifiques l'avaient pensé, car dans ce contexte les ultraviolets solaires (très intenses sur Mars dont l'atmosphère est 100 fois plus ténue que celle de la terre, et dépourvue de couche d'ozone protectrice) "activent" les perchlorates du sol de la planète rouge, en les transformant en « puissants micro-tueurs ». Des tests faits sur la bactérie Bacillus subtilis (contaminant spatial commun) meurt en quelques minutes quand elle est exposée à des perchlorates activés par des UV à des niveaux similaires à ceux trouvés à proximité de la surface martienne, et elle meurt en 60 secondes si on ajoute des oxydes de fer et du peroxyde d'hydrogène, deux autres composants communs du régolite martien. Hormis pour d'éventuelles espèces extrémophiles, la photochimie du sol martien rend moins probable la vie qu'on a pu l'imaginer, en tout cas en surface et probablement en subsurface là où des rayonnements ionisants pénètrent le sol. Le robot ExoMars (russo-européen) prévu pour 2020 disposera d'une perceuse pour rechercher des traces de vie jusqu'à 2 m de profondeur).

### Avis Anses
- Anses (2011) ; Avis relatif à la présence d’ions perchlorate dans le lait infantile et dans l’eau destinée à la consommation humaine en France ; Saisine no 2011-SA-0208 et no 2011-SA-0336 URL : https://www.anses.fr/fr/system/files/EAUX2011sa0336.pdf
- Anses (2012) Avis "relatif aux études épidémiologiques portant sur les associations entre une exposition aux ions perchlorate dans l’eau de boisson et la fonction thyroïdienne dans des populations spécifiques" Saisine 2012-SA-0119 ; Maisons-Alfort, le 20 juillet 2012, PDF, 16 p. URL : https://www.anses.fr/fr/documents/EAUX2012sa0119.pdf
- Anses (2013) Campagne nationale d’occurrence de polluants émergents dans les eaux destinées à la consommation humaine ; Perchlorates et Nitrosamines (299 échantillons d’eaux analysés, dont 2/3 d’origine souterraine); PDF, 56 p ; oct 2013, Ed scientifique ; URL : https://www.anses.fr/fr/system/files/LABO-Ra-PolluantsEmergents-T01Ra.pdf